# Ремненог
Ремненог — нечистый дух, персонаж арабского и персидского фольклора. Разновидность гуля; представлен в виде немощного старика, который просит путников перенести его в другое место (обычно к воде, дабы напиться), а когда незадачливый путник сажает старика к себе на плечи, тот оплетает его шею гибкими ногами, заставляя выполнять свои прихоти, по сути паразитируя до тех пор, пока жертва от бессилия не упадёт замертво. Ходить Ремненог не умеет, хотя его ноги и очень сильные и гибкие, позволяющие задушить человека. Есть случаи, когда удавалось обхитрить и даже уничтожить злого духа; Синдбад-мореход был пленён Ремненогом в Пятом путешествии, но смог избавиться от него, напоив забродившим виноградным соком, а после того, как старик ослабил хватку, Синдбад скинул его с плеч и разбил голову камнем.
Помимо сказки о Синдбаде из Тысяча и одной ночи, Ремненог встречается в иранском эпосе Шахнаме и в сказке Низами Гянджеви, входящей в сборник Пять поэм
Кроме того, Ремненог может употребляться и как метафора, обозначающая упорного, бескомпромиссного и неотступного человека.